# Zamach w Bagdadzie (23 listopada 2006)
Zamach w Bagdadzie miał miejsce 23 listopada 2006 roku w dzielnicy Miasto Sadra, w którym zginęło co najmniej 215 osób.

## Zamachy
W Mieście Sadra, zamieszkałym w większości przez szyitów, między 15:10 a 15:55 (+3 GMT) wybuchło sześć samochodów-pułapek oraz dwa motocykle. Łącznie w eksplozjach straciło życie 215 osób, 257 odniosło rany.
Po ataku rząd iracki wprowadził w Bagdadzie godzinę policyjną. Dla ruchu handlowego zamknięto port lotniczy w Bagdadzie. Godzinę policyjną zniesiono 27 listopada.